# Камбоджі

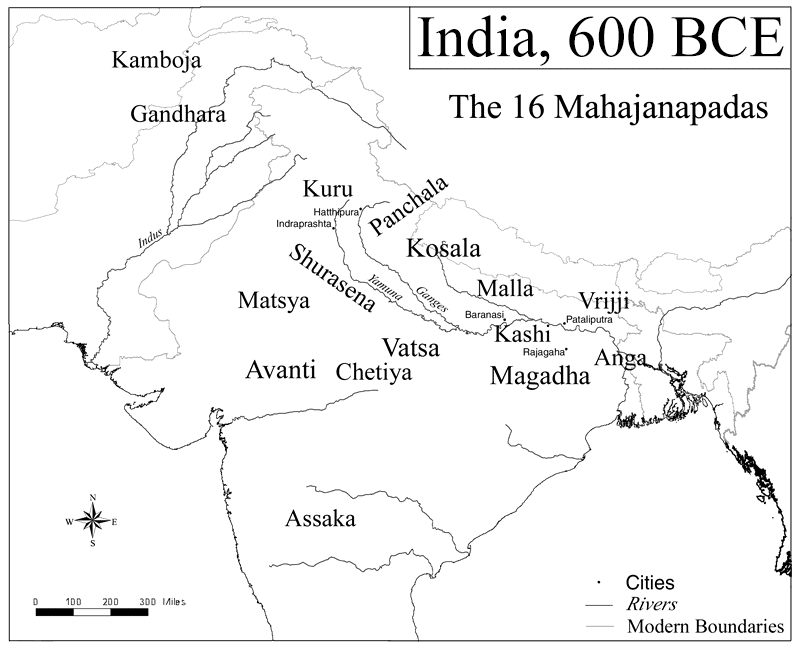
Індія близько 600 року до н. е. та Магаджанапади

Камбоджі — кшатрійське давньоіндійське плем'я, що часто згадувалось у санскритській літературі й літературі палі. Найраніша згадка назви «камбоджа» можна зустріти в одній з Брахман — «Вамша-брахмані», датованій науковцями VII століттям до н. е. Плем'я і царство камбоджів згадується у «Махабхараті» й у Веданґах.

## Історія
Царство камбоджів розташовувалось на північному сході сучасного Афганістану й межувало з Гандхарою. Деякі науковці відносять стародавніх камбоджів до індоаріїв чи ж припускають таку можливість, натомість інші відзначають наявність у них як іранських, так і індійських рис. На думку більшості сучасних науковців, камбоджі були стародавніми іранцями та мали спільне походження з індоскіфами. Науковці також змальовують камбоджів як царський клан саків і скіфів. За часів індоскіфського вторгнення до Індії, що відбулось у докушанський період, камбоджі почали мігрувати на південь: до Гуджарату, Південної Індії та на Шрі-Ланку, а згодом — також і до Бенгалії й Камбоджі. Міграції тривали упродовж майже семи століть: від II століття до н. е. до V століття н. е. Нащадки камбоджів правили дрібними князівствами у середньовічній Індії.
Нащадками стародавніх камбоджів прийнято вважати плем'я камбодж у Пенджабі і деякі племена в афганській провінції Нуристан.